# نهاية الحرب العالمية الثانية في أوروبا

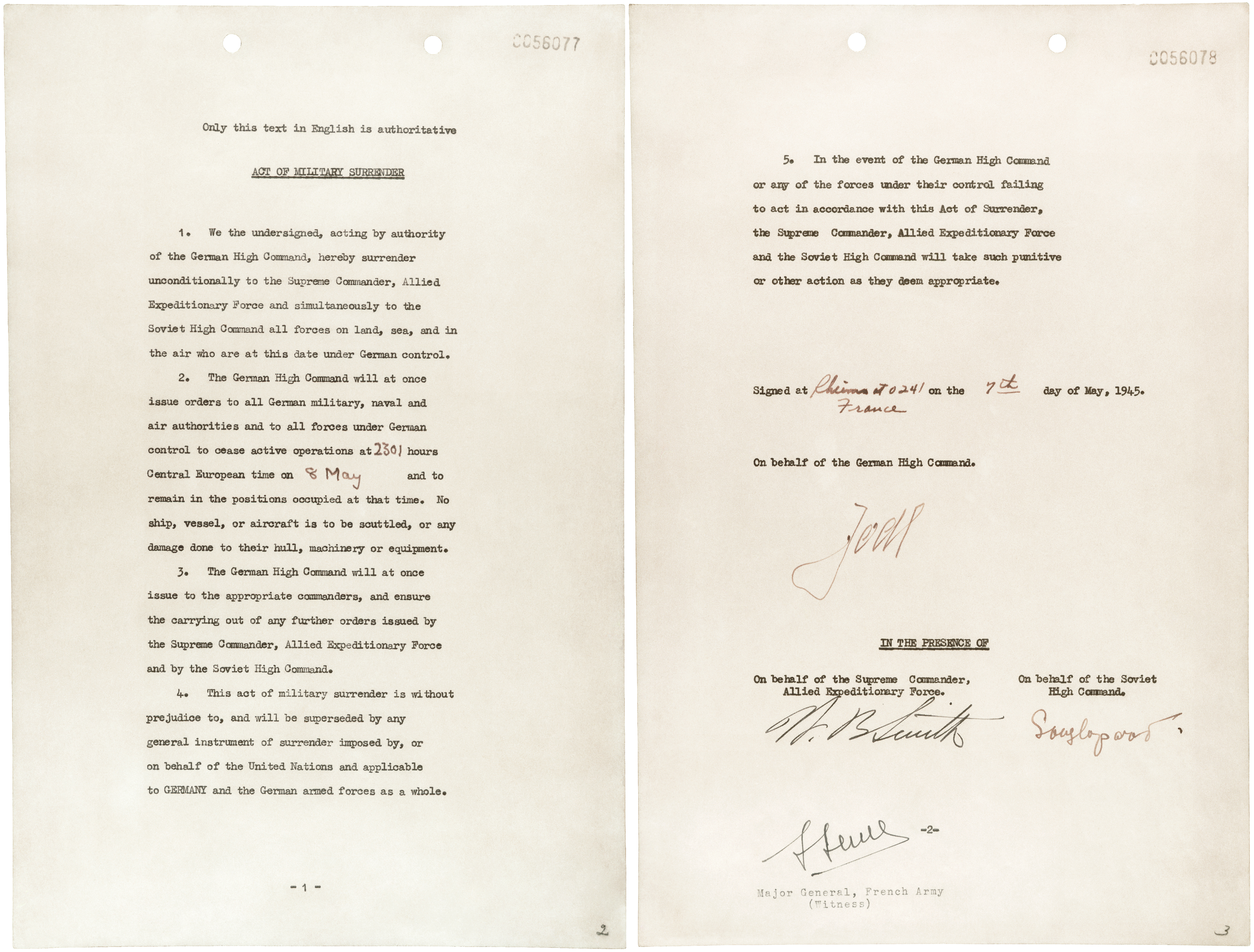
صك الاستسلام الألماني الموقع في ريمس بتاريخ 7 مايو 1945.

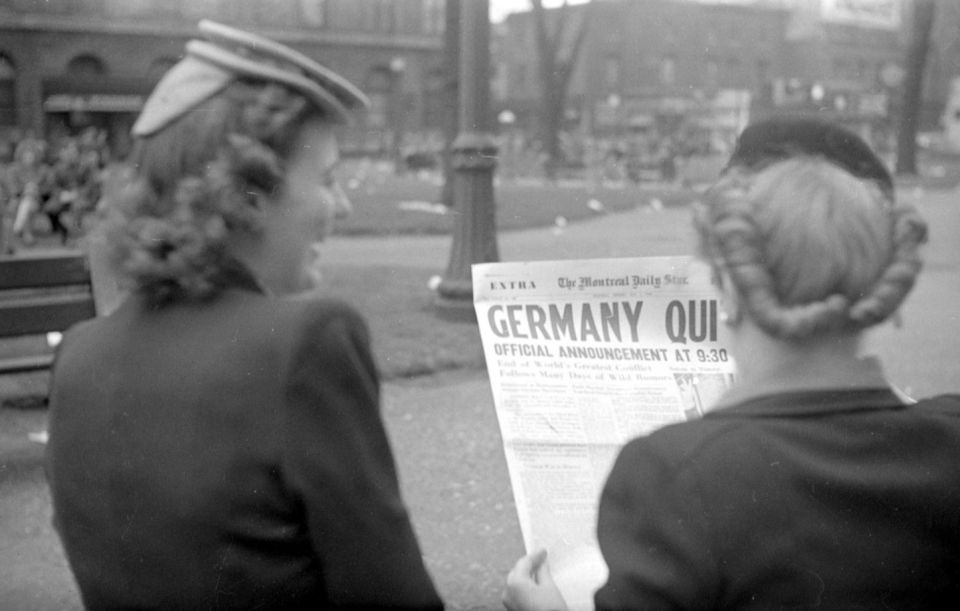
الصفحة الأولى من صحيفة ديلي ستار مونتريال إعلان الاستسلام الألماني.

وقعت المعارك النهائية في المسرح الأوروبي في الحرب العالمية الثانية وكذلك الاستسلام الألماني للحلفاء في أواخر أبريل وأوائل مايو 1945.

## التسلسل الزمني للاستسلام والوفيات
بدأت قوات الحلفاء في أخذ أعداد كبيرة من سجناء المحور، إذ كان إجمالي عدد السجناء الذين أُسروا على الجبهة الغربية في أبريل 1945 من قبل الحلفاء الغربيين مليون وخمسمئة ألف أسير. شهد أبريل أيضًا القبض على ما لا يقل عن 120 ألف جندي ألماني من قبل الحلفاء الغربيين في الحملة الأخيرة للحرب في إيطاليا. في الأشهر الثلاثة إلى الأربعة حتى نهاية أبريل، استسلم أكثر من 800 ألف جندي ألماني على الجبهة الشرقية. في أوائل أبريل، أسِست أول معسكرات الاعتقال تحت حكم الحلفاء في غرب ألمانيا لاحتجاز مئات الآلاف من أفراد قوات المحور المأسورين أو المستسلمين. أعادت قيادة القوة الاستطلاعية التابعة للقيادة العليا تصنيف جميع السجناء على أنهم قوات معادية منزوعة السلاح، وليسوا أسرى حرب. تحايل الخيال القانوني على أحكام اتفاقية جنيف لعام 1929 بشأن معاملة المقاتلين السابقين. بحلول أكتوبر، مات الآلاف في المخيمات من الجوع والكشف والمرض.
تحرير معسكرات الاعتقال النازية واللاجئين: بدأت قوات الحلفاء في اكتشاف حجم الهولوكوست. كشف التقدم إلى ألمانيا عن العديد من معسكرات الاعتقال النازية ومنشآت العمل. كان هناك ما يصل إلى 60 ألف سجين في بيرغن بيلسن عندما حُررت في 15 أبريل 1945 من قبل الفرقة البريطانية 11 المدرعة. بعد أربعة أيام، عثرت قوات من فرقة المشاة 42 الأمريكية على داخاو. أجبرت قوات الحلفاء حراس قوات الأمن الخاصة المتبقين على جمع الجثث ووضعها في مقابر جماعية. بسبب الحالة الجسدية السيئة للسجناء، استمر موت الآلاف بعد التحرير. حوكم حراس قوات الأمن الخاصة الذين أسِروا لاحقًا في محاكم جرائم الحرب التابعة للحلفاء إذ حُكم على العديد منهم بالإعدام. قُتل بعض الحراس والموظفين النازيين فور اكتشاف جرائمهم. ومع ذلك، فر ما يصل إلى 10 آلاف مجرم حرب نازي في نهاية المطاف من أوروبا باستخدام خطوط الهرب مثل أوديسا.
مغادرة القوات الألمانية فنلندا: في 25 أبريل 1945، انسحبت آخر القوات الألمانية من لابلاند الفنلندية وشقت طريقها إلى النرويج المحتلة. في 27 أبريل 1945، التقطت صورة رفع العلم على مجسم الدول الثلاث.
وفاة موسوليني: في 25 أبريل 1945، حرر الثوار الإيطاليون ميلانو وتورينو. في 27 أبريل 1945، عندما طوقت قوات الحلفاء ميلان، قُبِض على الديكتاتور الإيطالي بينيتو موسوليني من قبل الثوار الإيطاليين. هناك جدل حول ما إذا كان يحاول الفرار من إيطاليا إلى سويسرا (عبر ممر سبلوغن)، وكان يسافر مع كتيبة ألمانية مضادة للطائرات. في 28 أبريل، أعدِم موسوليني في جولينو (أبرشية مدنية من ميزيغرا)؛ أخِذ الفاشيين الآخرين الذين أسِروا معه إلى دونغو وأعدموا هناك. ثم نُقلت الجثث إلى ميلانو وعُلقت في ساحة لوريتو بالمدينة. في 29 أبريل، أعلن رودولفو غراتسياني استسلام جميع القوات المسلحة الإيطالية الفاشية في كاسيرتا. وشمل ذلك مجموعة جيش ليغوريا. كان غراتسياني وزير الدفاع لجمهورية موسوليني الاجتماعية الإيطالية.
وفاة هتلر: في 30 أبريل، انتهت معركة نورمبرغ ومعركة هامبورغ بالاحتلال الأمريكي والبريطاني، بالإضافة إلى معركة برلين التي اندلعت مع السوفييت المحيطين بالمدينة، إلى جانب طريق هروبه الذي قطعه الأمريكيون، الذين أدركوا أن كل شيء قد ضاع ولم يرغبوا في تحمل مصير موسوليني، انتحر الديكتاتور الألماني أدولف هتلر في مخبأه الفوهرربن مع إيفا براون، شريكة حياته التي تزوجها قبل أقل من 40 ساعة قبل الانتحار المشترك. في وصيته، طرد هتلر مارشال الرايخ هيرمان غورينغ، الرجل الثاني في القيادة ووزير الداخلية هاينريش هيملر بعد أن حاول كل منهما على حدة السيطرة على الرايخ الثالث المنهار. عين هتلر خلفاءه على النحو التالي؛ الغروس أدميرال كارل دوينتز في منصب ريس الرايخ الجديد (رئيس ألمانيا) ويوزيف جوبلز في منصب مستشار ألمانيا. ومع ذلك، انتحر وبلز في اليوم التالي، تاركًا دونيتس كزعيم وحيد لألمانيا.
استسلام القوات الألمانية في إيطاليا: في 29 أبريل، قبل يوم واحد من وفاة هتلر، وقع أوبرستلوتنانت شفاينيتس وستورمبانفهرر وينر، المفوضين للجنرال أوبيرست هاينريش فون فيتينغهوف وقائد قوات إس إس كارل وولف، وثيقة استسلام في كاسيرتا بعد مفاوضات مطولة غير مصرح بها مع الغرب التي كان ينظر إليها بشك كبير من قبل الاتحاد السوفياتي على أنها تحاول التوصل إلى سلام منفصل. في الوثيقة، وافق الألمان على وقف إطلاق النار واستسلام جميع القوات تحت قيادة فيتنغهوف في الساعة 2 بعد الظهر يوم 2 مايو. وفقًا لذلك، بعد بعض المشاحنات المريرة بين وولف وألبرت كيسيلرينج في الساعات الأولى من يوم 2 مايو، استسلم ما يقرب من مليون رجل في إيطاليا والنمسا دون قيد أو شرط للمارشال البريطاني السير هارولد ألكسندر في الساعة 2 ظهرًا في 2 مايو.
استسلام القوات الألمانية في برلين: انتهت معركة برلين في 2 مايو. في ذلك التاريخ، سلَّم الجنرال دير أرتيليري هيلموث ويدلينغ ، قائد منطقة الدفاع في برلين، المدينة إلى الجنرال فاسيلي تشيكوف من الجيش الأحمر. في نفس اليوم، استسلم الضباط الذين يقودون جيشي مجموعة فيستولا شمال برلين (الجنرال كورت فون تيبلسكيرش، قائد الجيش الألماني الحادي والعشرين والجنرال هاسو فون مانتوفيل، قائد جيش بانزر الثالث) إلى الحلفاء الغربيين. يُعتقد أيضًا أن 2 مايو كان اليوم الذي توفي فيه نائب هتلر مارتن بورمان، وفقًا لرواية أرتور أكسمان الذي رأى جثة بورمان في برلين بالقرب من محطة سكة حديد ليهرت بانهوف بعد أن واجه دورية للجيش الأحمر السوفيتي. تقع ليهرتر بانهوف على مقربة من مكان اكتشاف بقايا بورمان، والتي أكِدت من خلال اختبار الحمض النووي في عام 1998، في 7 ديسمبر 1972.
استسلام القوات الألمانية في شمال غرب ألمانيا والدنمارك وهولندا: في 4 مايو 1945، تسلم المارشال البريطاني برنارد مونتغمري استسلامًا عسكريًا غير مشروط في لونيبورغ من الجنرال أدميرال هانز جورج فون فريدبورغ، والجنرال إبرهارد كينزل، من جميع القوات الألمانية في هولندا، في شمال غرب ألمانيا بما في ذلك الجزر الفريزية وهيليغولاند وجميع الجزر الأخرى، في شليسفيغ هولشتاين، وفي الدنمارك، بما في ذلك جميع السفن البحرية في هذه المناطق، في تايملبوريغ في لونبيرغ هيث؛ وهي منطقة تقع بين مدن هامبورغ وهانوفر وبريمن. بلغ عدد القوات البرية والبحرية والجوية الألمانية المشاركة في هذا الاستسلام مليون رجل. في 5 مايو، أمر دونيتس جميع قوارب يو بوقف العمليات الهجومية والعودة إلى قواعدهم. في الساعة 16:00، استسلم الجنرال يوهانس بلاسكويتز، القائد العام للقوات المسلحة الألمانية في هولندا، للجنرال الكندي تشارلز فولكس في بلدة فاغينينغن الهولندية بحضور الأمير برنارد (بصفته القائد العام للقوات الداخلية الهولندية).